# Бакинское музыкальное училище имени Асафа Зейналлы
Бакинский музыкальный колледж — государственное образовательное учреждение среднего профессионального образования в городе Баку. Ведущее музыкальное среднее учебное заведение в Азербайджане.

## Общие сведения
Бакинский музыкальный колледж — 4-х летнее среднее специальное учебное заведение. Число учащихся насчитывает около 1400, педагогов — свыше 400 человек. За время своего существования учебное заведение воспитало более 8 тысяч музыкальных кадров. Директором колледжа является заслуженный деятель искусств Азербайджана профессор Назим Кязимов.

## История
В 1885 году в Баку выпускницей Московской консерватории Антониной Ермолаевой при поддержке двух её сестер — Елизаветы и Евгении была открыта частная музыкальная школа. Директором школы стала Антонина Ермолаева.
На базе этой школы в 1901 году были открыты музыкальные классы при Бакинском отделении Русского музыкального общества. Их также возглавила А. Ермолаева. Обучение в этих классах носило более профессиональный характер.
В 1916 году музыкальные курсы были преобразованы в музыкальное училище. Педагогический состав училища в основном состоял из выпускников русских консерваторий. Обучение осуществлялось на тех же материалах, которые были приняты в начале XX века в Петербурге и Москве.
В 1922 году училище возглавил выдающийся азербайджанский композитор Узеир Гаджибеков. В период руководства Узеира Гаджибекова (1922—1926, 1939—1941) в школе были открыты новые факультеты, где наряду с европейскими инструментами началось изучение основ теории и игры на восточных инструментах.
В 1953 году учебному заведению было присвоено имя азербайджанского композитора и педагога Асафа Зейналлы.